# Sparta (Tennessee)
Pour les articles homonymes, voir Sparta.
Sparta est une ville des États-Unis, siège du comté de White, dans l’État du Tennessee. Lors du recensement de 2000, sa population s’élevait à 4 599 habitants.

## Source
- Site Officiel

- (en) Cet article est partiellement ou en totalité issu de l’article de Wikipédia en anglais intitulé « Sparta, Tennessee » (voir la liste des auteurs).